# Michaił Skriabin
Michaił Archipowicz Skriabin (ros. Михаил Архипович Скрябин), ur. 28 grudnia 1946 we wsi Żemkon II (Jakucka ASRR), zm. 6 maja 2011 w Jakucku – rosyjski aktor teatralny i filmowy jakuckiego pochodzenia.

## Kariera
W 1974 roku ukończył studium teatralno-filmowe nr 3 przy Wyższej Szkole Teatralnej im. M. Szczepkina w Moskwie, a następnie przez 18 lat pracował w Teatrze Dramatycznym Republiki Sacha. Od 1992 był aktorem Sachackiego Teatru Akademickiego im. P. Ojupskiego.
Na planie filmowym zadebiutował w 1986 roku. Za rolę w filmie Palacz otrzymał nominację do Nagrody Stowarzyszenia Twórców i Krytyków Filmowych Rosji „Biały Słoń”.
Zmarł po długotrwałej chorobie. Został pochowany w rodzinnej Jakucji.

## Filmografia (wybór)
- 2002 – Rzeka
- 2004 – Amerykanin
- 2007 – Ładunek 200
- 2010 – Palacz